# Stephan Görgl
Stephan Görgl (Bruck an der Mur, 5. lipnja 1978 .) je austrijski alpski skijaš.
Sin je austrijske skijašice Traudl Hecher koja je osvojila dvije brončane olimpijske medalje u spustu na igrama u Squaw Valleyu 1960. i Innsbrucku 1964. godine. Njegova sestra Elisabeth Görgl osvojila je brončanu medalju na olimpijskim igrama u Vancouveru u spustu.

## Pobjede u Svjetskom kupu
| Datum             | Mjesto       | Disciplina      |
| ----------------- | ------------ | --------------- |
| 2. prosinca 2004. | Beaver Creek | superveleslalom |
| 12. ožujka 2005.  | Lenzerheide  | veleslalom      |

## Vanjske poveznice
- Službena stranica
- Statistika FIS-a  Arhivirana inačica izvorne stranice od 29. rujna 2007. (Wayback Machine)